# Koronarvenensinus

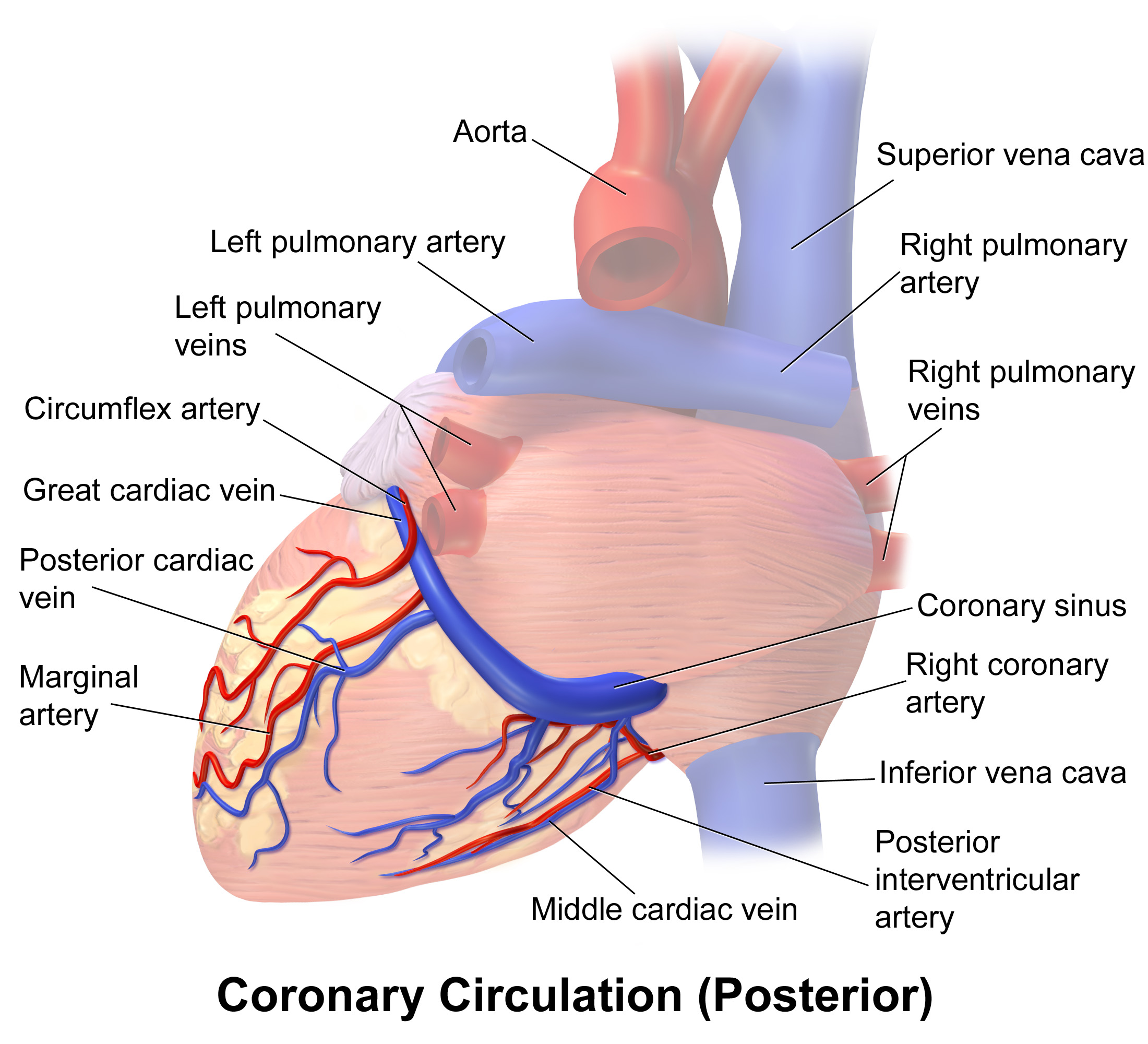
Rückansicht des Herzes mit den Koronargefäßen

Der Koronarvenensinus (lateinisch Sinus coronarius) ist die größte Vene des Herzens. Sie transportiert ungefähr 55 % des sauerstoffarmen Blutes vom Herzmuskel in den rechten Vorhof und liegt an der Rückseite des Herzens.

## Anatomie
Die Zuflüsse des Koronarvenensinus sind hauptsächlich die mittlere Herzvene (Vena cardiaca media), die von rechts kommende, kleine Herzvene (Vena cardiaca parva), die von links kommende, große Herzvene (Vena cardiaca magna) und die Schrägvene des linken Vorhofs (Vena obliqua atrii sinistri). An der Einmündungsstelle des Koronarvenensinus in den rechten Vorhof liegt eine Klappe, die Valvula sinus coronarii (Valvula Thebesii). Sie ist Überbleibsel der sinuatrialen Klappe beim Fötus.

## Klinische Relevanz
Über die große Herzvene ist es möglich, eine Schrittmachersonde vor die linke Herzkammer zu legen. Dadurch können, bei einem biventrikulären Schrittmacher die rechte und die linke Herzkammer gleichzeitig stimuliert werden, was der natürlichen Erregung durch den Sinusknoten nahekommt.
Zur Untersuchung der Elektrophysiologie des Herzens können Elektroden in und durch den Koronarsinus eingeführt werden. Dies gilt auch für ein Koronarsinus-Elektrogramm. Der Koronarsinus ist direkt mit dem rechten Vorhof verbunden und weitet sich infolge jeder Erkrankung aus, die einen erhöhten Druck im rechten Vorhof verursacht, wie zum Beispiel pulmonale Hypertonie. Ein erweiterter Koronarsinus wird auch bei einigen angeborenen Herz-Kreislauf-Erkrankungen beobachtet, wie z. B. einer persistierenden linken oberen Hohlvene oder einer totalen Lungenvenenfehlmündung.